# Babin, Vijnița
Babin (în ucraineană Бабине, transliterat: Babîne și în germană Babin) este un sat în raionul Vijnița din regiunea Cernăuți (Ucraina), depinzând administrativ de comuna Carapciu pe Ceremuș. Are 787 locuitori, preponderent ucraineni (ruteni).
Satul este situat la o altitudine de 299 metri, în partea de nord-est a raionului Vijnița, în apropiere de orașul Vășcăuți.

## Istorie
Localitatea Babin a făcut parte încă de la înființare din regiunea istorică Bucovina a Principatului Moldovei. După anexarea Bucovinei de către Imperiul Habsburgic în anul 1775, localitatea Babin a făcut parte din Ducatul Bucovinei, guvernat de către austrieci, făcând parte din districtul Vășcăuți (în germană Waschkoutz). 
După Unirea Bucovinei cu România la 28 noiembrie 1918, satul Babin a făcut parte din componența României, în Plasa Ceremușului a județului Storojineț. Pe atunci, majoritatea populației era formată din ucraineni.
Ca urmare a Pactului Ribbentrop-Molotov (1939), Bucovina de Nord a fost anexată de către URSS la 28 iunie 1940, reintrând în componența României în perioada 1941-1944. Apoi, Bucovina de Nord a fost reocupată de către URSS în anul 1944 și integrată în componența RSS Ucrainene. 
Începând din anul 1991, satul Babin face parte din raionul Vijnița al regiunii Cernăuți din cadrul Ucrainei independente. Conform recensământului din 1989, nici un locuitor nu s-a declarat român sau moldovean . În prezent, satul are 787 locuitori, preponderent ucraineni.

## Demografie
Componența lingvistică a localității Babin
     Ucraineană (100%)
Conform recensământului din 2001, toată populația localității Babin era vorbitoare de ucraineană (100%).
1989: 849 (recensământ)
2007: 787 (estimare)